# Disiloxaan
Disiloxaan is een organische verbinding van silicium met als brutoformule H6Si2O. De stof komt voor als een kleurloos gas. Disiloxaan kan worden opgevat als het siliciumanaloog van dimethylether.

## Synthese
Disiloxaan wordt bereid door reactie van gehalogeneerd silaan met water. Hierbij wordt in eerste instantie een silanol gevormd, dat vervolgens condenseert tot disiloxaan:
{\displaystyle \mathrm {H_{3}SiCl\ +\ H_{2}O\longrightarrow \ H_{3}SiOH\ +\ HCl} }
{\displaystyle \mathrm {2\ H_{3}SiOH\ \longrightarrow \ H_{3}SiOSiH_{3}\ +\ H_{2}O} }
Deze laatste reactie verloopt relatief vlot, omdat het primaire silanol een vrij onstabiele structuur is.

## Eigenschappen
In water ondergaat disiloxaan zeer traag hydrolyse:
{\displaystyle \mathrm {H_{3}SiOSiH_{3}\ +\ 3\ H_{2}O\longrightarrow \ 2\ SiO_{2}\ +\ 6\ H_{2}} }
Disiloxaan bezit in de vaste fase een orthorombische kristalstructuur en behoort tot ruimtegroep Pmm2. De bindingslengte van de silicium-waterstofbinding bedraagt 148,6 ± 1,0 pm en die van de silicium-zuurstofbinding bedraagt 163,4 ± 0,2 pm. De molecule neemt een gebogen structuur aan, waarbij de bindingshoek Si-O-Si 144,1 ± 0,8° bedraagt.